# Glyptidotea lichtensteini
Glyptidotea lichtensteini is een pissebed uit de familie Idoteidae. De wetenschappelijke naam van de soort is voor het eerst geldig gepubliceerd in 1843 door Krauss.